# Xestia retracta
Xestia retracta là một loài bướm đêm thuộc họ Noctuidae. Nó được tìm thấy ở Sikhim.